# زبان اوناویایی
زبان اوناویایی یا گالیسی-آستوری از زبان‌های رایج در منطقه خودمختار گالیسیا در اسپانیاست که در برخی منابع بعنوان گویشی از زبانهای گالیسی یا آستوریایی مطرح شده‌است. شمار گویشوران این زبان را بیش از پنجاه هزار تن دانسته‌اند.